# ميثوغرافيو الفاتيكان
ميثوغرافيو الفاتيكان (بالإنجليزية: Vatican Mythographers)‏، (باللاتينية: Mythographi Vaticani)‏، هم المؤلفون المجهولون لثلاثة نصوص أسطورية لاتينية تم العثور عليها معًا في مخطوطة واحدة من العصور الوسطى، الفاتيكان ريج. اللات. 1401- الاسم هو الذي استخدمه أنجيلو ماي عندما نشر الطبعة الأولى من الأعمال عام 1831.
قدمت أعمال ميثوغرافيو الفاتيكان كتابًا للأساطير اليونانية والرومانية وأيقوناتهم طوال العصور الوسطى وعصر النهضة. تم تحليل النصوص، التي كانت تُنسخ في المخطوطات في أواخر القرن الخامس عشر، بشكل تمثيلي لتوفير آثار أخلاقية ولاهوتية مسيحية، تشكل شهاداتهم ومصادرهم ومقاطعهم الموازية وثائق مركزية في نقل الثقافة الكلاسيكية إلى عالم القرون الوسطى، وهو موضوع رئيسي في تاريخ الأفكار في الغرب - على الرغم من أن النصوص قد وصفت أيضًا بأنها «مصادر خادعة للغاية يجب أن تستخدم بحذر شديد».

## للاستزادة
- Burnett, Charles S. F. "A Note on the Origins of the Third Vatican Mythographer", Journal of the Warburg and Courtauld Institutes 44 (1981), pp. 160–166.
- Elliott, Kathleen O., and J. P. Elder. "A Critical Edition of the Vatican Mythographers", Transactions and Proceedings of the American Philological Association 78 (1947), pp. 189–207. (Summarizes results of research for an edition that never materialized.)
- Kulcsár, Péter. Mythographi Vaticani I et II. Corpus Christianorum Series Latina 91c. Turnhout: Brepols, 1987. (ردمك 978-2-503-00917-9)
- Pepin, Ronald E. The Vatican Mythographers. New York: Fordham University Press, 2008. (ردمك 978-0-8232-2892-8)ISBN 978-0-8232-2892-8 (English translation of all three texts.)
- Zorzetti, Nevio, and Jacques Berlioz. Le Premier mythographe du Vatican. Collection des universités de France, Série latine. Paris: Les Belles Lettres, 1995. (ردمك 978-2-251-01389-3)ISBN 978-2-251-01389-3 (Includes a French translation [by Berlioz] and extensive annotations.)